# 1351년 노동자 법령
1351년 노동자 법령(Statute of Labourers 1351)은 에드워드 3세 치세의 영국 의회가 만든 법이다. 이 법은 노동자들의 임금 상승 요구를 억압하고, 그들이 보다 나은 노동 환경을 찾아 거주지를 이동하는 것을 금지했다. 거의 강제되지 못했으며 임금 상승을 막는 데 실패했다.

## 법의 내용
노동자들의 최대 임금을 흑사병 창궐 이전, 정확히는 1346년 수준으로 동결한다는 것이 골자이다. 또한 몸이 멀쩡한 남녀는 모두 일해야 하며, 노는 자에게는 엄벌이 가해질 것이라는 내용도 있었다.